# Charinus bonaldoi
Charinus bonaldoi es una especie de araña del género Charinus, familia Charinidae. Fue descrita científicamente por Giupponi and Miranda en 2016.
Habita en América del Sur. El caparazón de las hembras mide de 2,30 a 2,77 mm de largo por 2,78 a 3,70 mm y el abdomen de 3,70 a 4,42 mm.